# James Eagan Holmes
James Eagan Holmes (sinh ngày 13 tháng 12 năm 1987) là một kẻ giết người bị kết án người Mỹ chịu trách nhiệm về vụ nổ súng Aurora, Colorado năm 2012, trong đó anh ta đã giết chết 12 người và làm bị thương 70 người khác tại rạp chiếu phim Thế kỷ 16 vào ngày 20 tháng 7 năm 2012. Anh ta không có lý lịch hình sự trước khi vụ nổ súng xảy ra. Holmes booby đã nhốt căn hộ của mình bằng chất nổ trước vụ nổ súng, một ngày sau đó bị một đội bom phá hủy.
Holmes đã bị bắt ngay sau vụ nổ súng và bị bỏ tù mà không được tại ngoại trong khi chờ xét xử. Sau đó, anh phải nhập viện sau khi cố tự tử nhiều lần khi ở trong tù. Holmes bước vào một lời biện hộ không có tội vì lý do điên rồ, được chấp nhận. Phiên tòa của anh bắt đầu vào ngày 27 tháng 4 năm 2015, và vào ngày 24 tháng 8, anh bị kết án 12 lần chung thân liên tiếp cộng với 3.318 năm mà không được tạm tha.